# Емі Тінклер
Емі Тінклер (англ. Amy Tinkler; нар. 27 жовтня, 1999, Дарем, Англія, Велика Британія) — британська гімнастка, олімпійська медалістка.

## Виступи на Олімпіадах
| Олімпіада | Дисципліна        | Місце |
| --------- | ----------------- | ----- |
| Ріо 2016  | командна першість | 5     |
| Ріо 2016  | вільні вправи     | 3     |